# Houtensepad
Het Houtensepad is een straat in de Nederlandse stad Utrecht in de Bokkenbuurt. De circa 320 meter lange straat loopt vanaf de Laan van Kovelswade tot de Schaapstraat, Lamstraat en het spoor.
Vroeger liep de straat over het spoor vanaf de Gansstraat in de Watervogelbuurt. Dit gedeelte heet nu het Oude Houtensepad waar het voormalige dierenasiel zat. Nadat de treinbeveiliging in Utrecht werd geautomatiseerd in de jaren 70 heeft men de spoorovergang uit veiligheidsoverwegingen gesloten. Voetgangers, brommers en fietsers kunnen gebruikmaken van een tunneltje dat ca. 300 meter verderop ligt.
In vroegere tijden was hier volop weiland en bevonden zich hier ook diverse boerderijen. Voor het gebruik van het Houtensepad was indertijd tol verschuldigd, waaraan het nog bestaande (tol)huisje herinnert.

## Fotogalerij

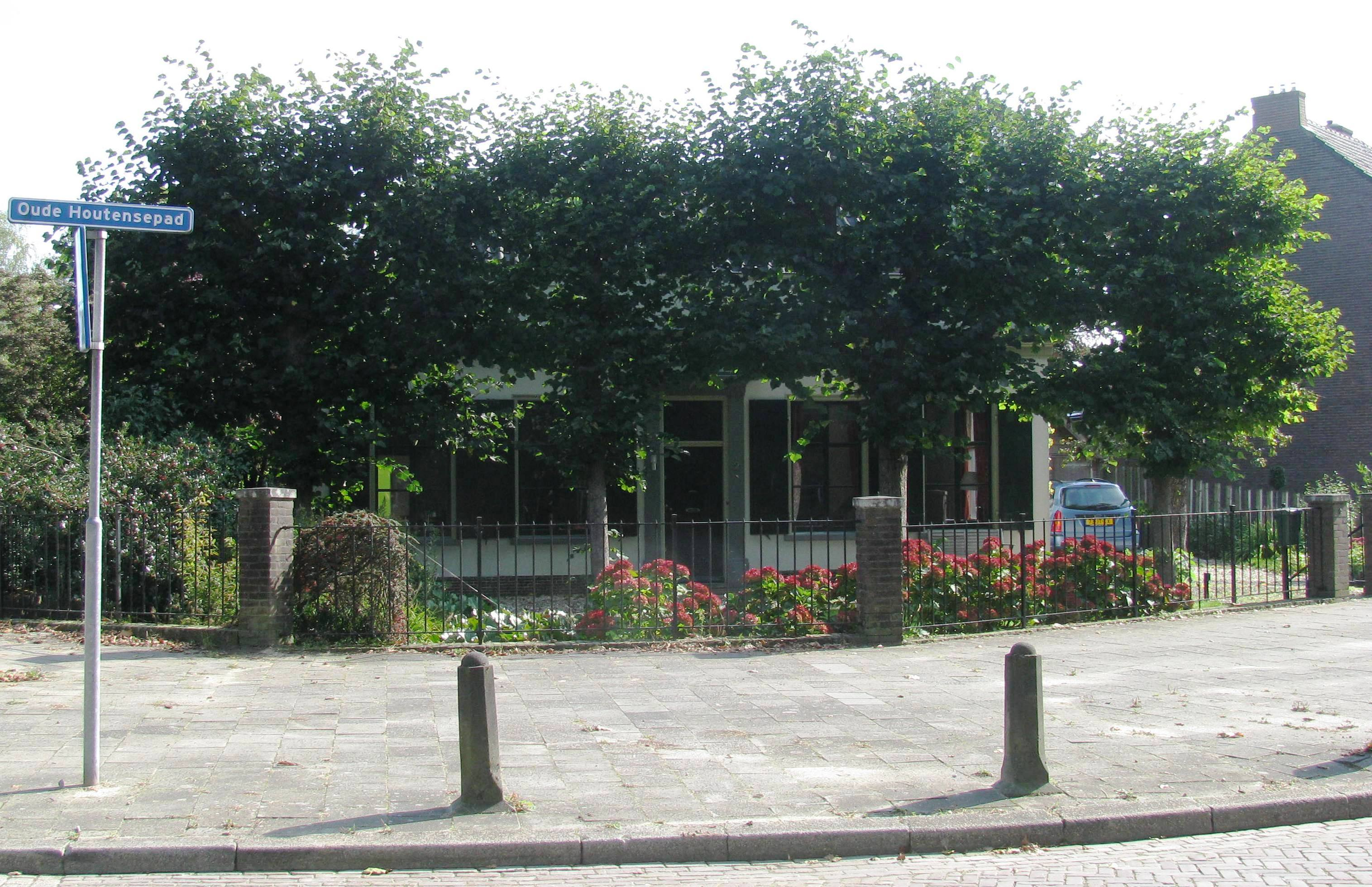
Hoek Gansstraat en het Oude Houtensepad te Utrecht.
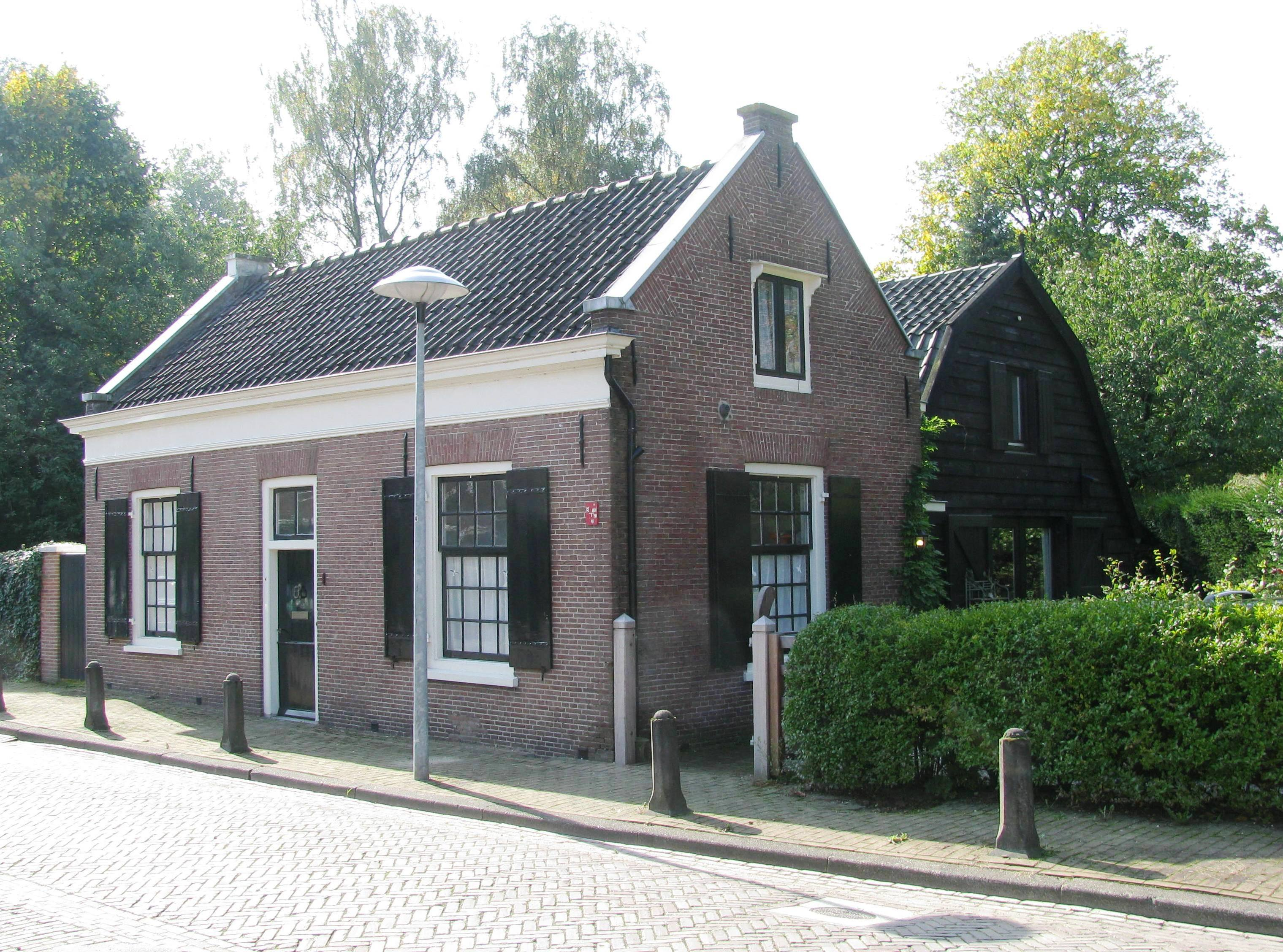
Voormalig tolhuisje wat vroeger aan het Houtensepad zat (in ca. 2007 gerestaureerd).
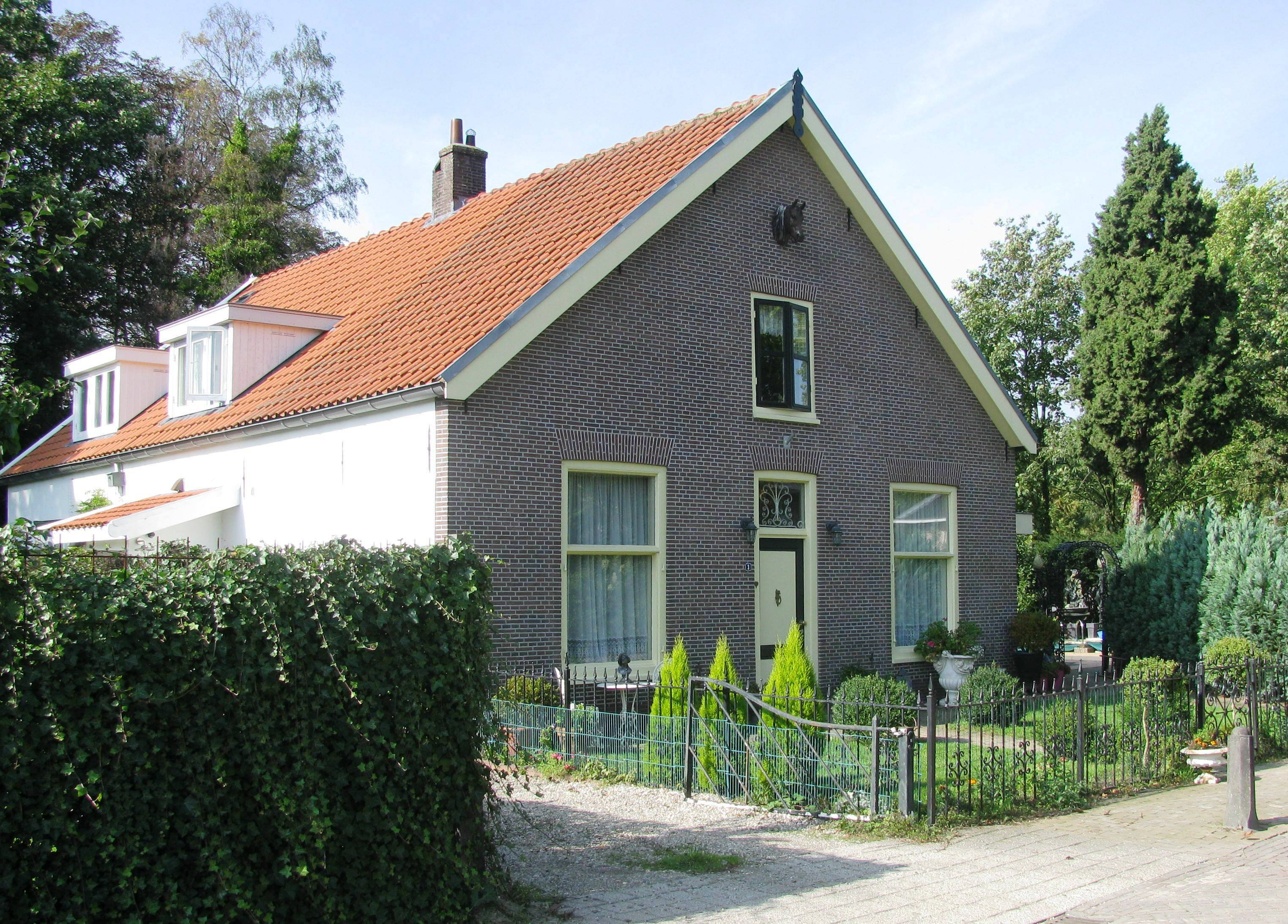
Voormalige dienstwoning voor beheerder van begraafplaats (in ca. 2005 gerenoveerd).
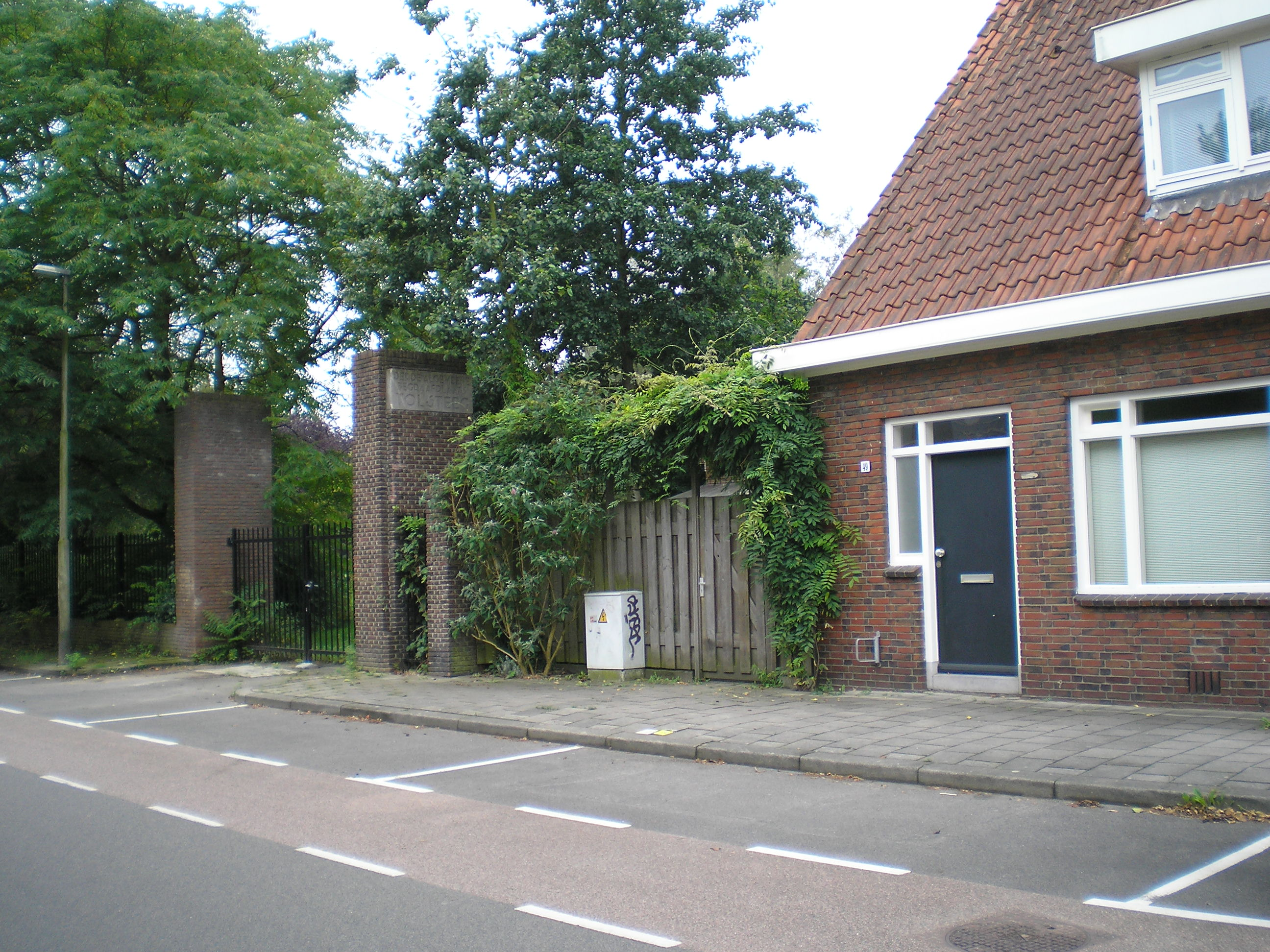
Vroegere ingang van begraafplaats Tolsteeg aan het eind van het Houtensepad.